# 骨皮道賢
骨皮 道賢（ほねかわ どうけん、生年不詳 - 応仁2年3月21日（1468年4月13日））は、室町時代の傭兵、足軽大将。

## 生涯
元は目付の頭目で、侍所所司代の多賀高忠に仕え、盗賊の追捕を行っていた。
応仁元年（1467年）の応仁の乱で足軽大将として活躍、細川勝元に金品によって勧誘され、東軍に属して戦った。伏見の稲荷山（京都市伏見区）の稲荷社に拠点を置き、300人程の配下を指揮して放火や後方攪乱を担当した。翌応仁2年（1468年）、山名宗全、斯波義廉、朝倉孝景、畠山義就、大内政弘らの大軍により布陣していた稲荷社を包囲されると、女装して包囲網を脱出しようとしたが露顕し、朝倉孝景の兵に討ち取られ、首は東寺の門前に晒された。
道賢の記録が載る禅僧の日記での名前の初見は、3月15日（4月7日）条からであり、21日（13日）までの6日間の活躍しか記述されていない。その最期を「昨日まで稲荷廻し道賢を今日骨皮と成すぞかはゆき」と歌で皮肉られた。
なお、苗字の骨皮から皮革業を営んでいたという説もあるが、「骨と皮ばかりの痩せた者」という外観からきているかもしれず、どちらともいえないとされている。

## 関連作品
小説
- 『室町無頼』（垣根涼介、2016年、新潮社）……2025年に映画化（演：堤真一）。

テレビドラマ
- 『花の乱』（1994年、NHK大河ドラマ、演：ルー大柴）